# Sonia Halliche
Sonia Halliche, née le 27 janvier 1988, est une athlète algérienne pratiquant le saut à la perche. 

## Biographie
Sonia Halliche est médaillée de bronze aux Championnats d'Afrique juniors d'athlétisme en 2005 en Tunisie et médaillée d'argent aux Championnats d'Afrique juniors d'athlétisme 2007 à Ouagadougou. 
Elle termine quatrième du concours de saut à la perche aux Championnats d'Afrique d'athlétisme 2010 à Nairobi. 
Elle est quadruple championne d'Algérie du saut à la perche (2006, 2011, 2012 et 2016).